# Хосров IV
Хосров IV (вірм. Խոսրով Դ; † 415) — цар Великої Вірменії (387 — 392 і повторно 414–415) з династії Аршакідів.

## Походження
У працях вірменських істориків, Фавстоса Бюзанда й Мовсеса Хоренаці, Хосров подається як молодий принц із роду Аршакідів, однак про його точне походження не йдеться. В сучасній історіографії прийнято відносити Хосрова до синів царя Вараздата.

## Правління
Після усунення з трону царя Вараздата внаслідок бунту спарапета Манвела Маміконяна (якого підтримали перси) 378 року царем Вірменії став малолітній Аршак III (син царя Папа). Манвел Маміконян став регентом Аршака й фактично правив країною до своєї смерті 384 року.
Після смерті Манвела вірменські нахарари звернулись до перського царя Шапура III із закликом поставити на вірменський трон молодого принца Хосрова. Шапур видав заміж свою сестру за Хосрова та призначив його царем Вірменії.
Для того щоб повернути свої права на трон, Аршак III звернувся до імператора Феодосія Великого по допомогу. Однак 387 року Феодосій і Шапур III уклали угоду про розділення Вірменії між Римом та Персією. Західна, менша частина Вірменії відійшла до Рима й там було призначено на царство Аршака, а у східній, більшій частині, залишився правити Хосров.
За відомостями Мовсеса Хоренаці після розділення Вірменії багато місцевих нахарарів разом з Аршаком переїхали до Західної Вірменії, надавши перевагу владі християнського Риму перед поганською Персією. Шапур, розгніваний таким вчинком вірменської знаті надіслав їм листа, в якому повідомив, що поставив правити у підконтрольній йому частині Вірменії «…Хосрова, вашої ж віри та з корінного роду ваших володарів». Більша частина нахарарів повернулась до своїх володінь у Східній Вірменії.
Після смерті Аршака III римляни більше не ставили на трон нового царя. Невдоволені цим колись віддані Аршаку нахарари добровільно підкорились Хосрову, визнавши того царем. Після цього Хосров звернувся до імператора Аркадія з проханням довірити під його контроль також і західну, римську частину Вірменії, обіцяючи сплачувати данину. Остерігаючись повстання вірменської знаті та втрати підконтрольних йому вірменських земель, Аркадій виконав прохання Хосрова.
Після смерті католикоса Аспуракеса Хосров призначив на його місце Саака Партєва, який належав до роду нащадків просвітителя й першого католикоса Вірменії Святого Григорія.
Однак подібні самовільні, не узгоджені дії Хосрова не сподобались перському царю Шапуру III. Він відрядив до Хосрова вісників зі звинуваченнями й погрозами, на що обурений Хосров відповів зухвальством. Вірменський цар попрохав допомоги у імператора Аркадія в його боротьбі з персами, пообіцявши за допомогу передати візантійцям всю країну. Однак Аркадій відмовив Хосрову, і той, не знайшовши допомоги ззовні та будучи неспроможним дати відсіч, був змушений здатись персам. Ув'язнивши Хосрова в «Ануш-берде» («Фортеця Забуття»), в Хузестані, 392 року перський цар Бахрам IV поставив на його місце брата Хосрова, Врамшапуха.
414 року після смерті Врамшапуха на прохання католикоса Саака Партєва новий перський цар Єздигерд звільнив Хосрова, і той після понад 20-річного полону знову став царем. Однак його правління тривало не довго: вже за рік, 415, Хосров помер. Спадкоємець Хосрова IV, Арташес був надто молодим, щоб зайняти царський трон, і Єздигерд призначив царем Вірменії свого сина Шапура з династії Сасанідів.